# Свистунов, Александр Николаевич
Александр Николаевич Свистунов (1907 — ок. 1967) — инженер по оборудованию металлургических заводов, лауреат Ленинской премии.
Родился в с. Акимовка Близнецовского района Харьковской области.
С 1924 г. подручный котельщика, электрослесарь.
Окончил Днепропетровский металлургический институт (1931). В 1931—1941 гг. работал на строительстве металлургических заводов в Липецке и Днепродзержинске, в 1941—1948 — в Магнитогорске (начальник металломонтажного управления треста «Магнитострой»).
С 1948 гл. инженер, в 1949—1959 управляющий трестом «Орскметаллургстрой».
С 1959 г. зам. председателя Оренбургского совнархоза.
Ленинская премия 1959 года — за участие в коренных усовершенствованиях методов строительства доменных печей в СССР.
В 1960-х — управляющий трестом «Новотроицкметаллургстрой».
Награждён орденами, первый из которых, «Знак Почёта», получен в 1943 г.
В 1967 году его именем была названа улица в Новотроицке.